# Berberentulus huetheri
Berberentulus huetheri är en urinsektsart som beskrevs av Josef Nosek 1973. Berberentulus huetheri ingår i släktet Berberentulus och familjen lönntrevfotingar. Inga underarter finns listade.